# Kommunalvalen i Sverige 1919
Kommunalvalet i Sverige 1919 genomfördes i mars 1919 och i mars 1920[källa behövs] i Stockholms stad. Detta val ska inte förväxlas med kommunalvalet 1920, då mandatperioderna då var annorlunda.  Vid detta val valdes kommunalfullmäktige och stadsfullmäktige för mandatperioden 1920-1920 respektive 1920-1922 i 1 077 av 2 512 kommuner. Valet påverkade också på sikt första kammarens sammansättning. 
Detta val var det första med allmän rösträtt för både män och kvinnor. Det gamla systemet med röstetal baserat på inkomst var avskaffat vid detta val.
Tänket var att fullmäktigevalen skulle väljas med fyraåriga mandatperioder, räknat från 1 januari året efter att valen ägde rum. För Stockholms stad gällde särskilda regler som gjorde att staden förrättade val i mars året efter alla andra städer. Antalet ledamöter var 100 där. Detta gällde dock bara den ena halvan, den andra valdes för tvååriga mandatperioder, med omval år 1920. Därför avlagdes två röster i valkuverten, en för vardera tidsperiod. De röstetal som anges i tabellerna bör därför divideras med 2 för att visa ett mer rimligt stöd i direkta antal. Antalet kasserade röster kan vara approximativt.
För att kommunfullmäktige skulle vara obligatoriskt behövde kommunen ifråga ett invånarantal högre än 1 500. Denna siffra överskred 870 kommuner, medan 67 valde att ha fullmäktige ändå.  Senare under året ville ytterligare 34 kommuner också ha kommunfullmäktige och höll val i november och december 1919. Utöver detta ägde 106 stadsfullmäktigeval och 55 municipalfullmäktigeval rum. De sistnämnda räknas dock inte med som "riktiga" kommunalval.

## Stadsfullmäktigevalen
| Stadsfullmäktigevalen | Stadsfullmäktigevalen                    | Stadsfullmäktigevalen | Stadsfullmäktigevalen | Stadsfullmäktigevalen | Stadsfullmäktigevalen | Stadsfullmäktigevalen |
| Parti                 | Parti                                    | Röster                | Röster                | Röster                | Mandatfördelning      | Mandatfördelning      |
| Parti                 | Parti                                    | Antal                 | %                     | +− %                  | Antal                 | +−                    |
| --------------------- | ---------------------------------------- | --------------------- | --------------------- | --------------------- | --------------------- | --------------------- |
|                       | Socialdemokraterna                       | 455 183               | 40,0                  | +9,3                  | 1 134                 | +492                  |
|                       | Allmänna valmansförbundet                | 383 087               | 33,6                  | -13,0                 | 1 150                 | -503                  |
|                       | Liberala samlingspartiet                 | 222 553               | 19,5                  | -0,3                  | 760                   | +137                  |
|                       | Sveriges socialdemokratiska vänsterparti | 62 856                | 5,5                   | +3,5                  | 148                   | +112                  |
|                       | Övriga partier                           | 14 884                | 1,3                   | —                     | 61                    | —                     |
| Antal giltiga röster  | Antal giltiga röster                     | 1 138 563             | 100                   |                       | 3 253                 | +101                  |
| Ogiltiga röster       | Ogiltiga röster                          | 4 419                 |                       |                       |                       |                       |
| Totalt                | Totalt                                   | 1 142 982 (60,8%)     |                       |                       |                       |                       |

Flera städer ingick inte i något av landstingen på grund av sin storlek. Vid valet 1919 (och 1920) var dessa sex stycken av totalt 106 städer i landet; Stockholm, Göteborg, Malmö, Norrköping, Helsingborg och Gävle. Denna särställning gjorde att städerna jämte landstingen fick delta i förstakammarvalen, där de valda stadsfullmäktigen agerade valmän. Ibland jämställs därför dessa stadsfullmäktigeval med landstingsval.
| Stockholm            | Stockholm                                | Stockholm       | Stockholm | Stockholm | Stockholm |
| Parti                | Parti                                    | Röster          | Röster    | Mandat    | Mandat    |
| Parti                | Parti                                    | Antal           | %         | Antal     | +−        |
| -------------------- | ---------------------------------------- | --------------- | --------- | --------- | --------- |
|                      | Socialdemokraterna                       | 123 186         | 44,2      | 51        | +25       |
|                      | Allmänna valmansförbundet                | 93 277          | 33,5      | 35        | -27       |
|                      | Liberala samlingspartiet                 | 41 152          | 14,8      | 10        | -2        |
|                      | Sveriges socialdemokratiska vänsterparti | 20 923          | 7,5       | 4         | +4        |
|                      | Övriga partier                           | 8               | 0,0       | 0         | —         |
| Antal giltiga röster | Antal giltiga röster                     | 278 546         | 100       | 100       | +-0       |
| Ogiltiga röster      | Ogiltiga röster                          | 1 981           |           |           |           |
| Totalt               | Totalt                                   | 280 527 (54,6%) |           |           |           |

| Göteborg             | Göteborg                  | Göteborg        | Göteborg | Göteborg | Göteborg |
| Parti                | Parti                     | Röster          | Röster   | Mandat   | Mandat   |
| Parti                | Parti                     | Antal           | %        | Antal    | +−       |
| -------------------- | ------------------------- | --------------- | -------- | -------- | -------- |
|                      | Socialdemokraterna        | 47 455          | 43,9     | 26       | +5       |
|                      | Allmänna valmansförbundet | 33 897          | 31,4     | 20       | -3       |
|                      | Liberala samlingspartiet  | 22 882          | 21,2     | 14       | -2       |
|                      | Övriga partier            | 3 757           | 3,5      | 0        | —        |
| Antal giltiga röster | Antal giltiga röster      | 107 991         | 100      | 60       | +-0      |
| Ogiltiga röster      | Ogiltiga röster           | 352             |          |          |          |
| Totalt               | Totalt                    | 108 343 (49,1%) |          |          |          |

| Malmö                | Malmö                     | Malmö          | Malmö  | Malmö  | Malmö  |
| Parti                | Parti                     | Röster         | Röster | Mandat | Mandat |
| Parti                | Parti                     | Antal          | %      | Antal  | +−     |
| -------------------- | ------------------------- | -------------- | ------ | ------ | ------ |
|                      | Socialdemokraterna        | 41 153         | 58,7   | 34     | +11    |
|                      | Allmänna valmansförbundet | 22 397         | 32,0   | 16     | -15    |
|                      | Liberala samlingspartiet  | 6 501          | 9,3    | 4      | +4     |
| Antal giltiga röster | Antal giltiga röster      | 70 051         | 100    | 54     | +-0    |
| Ogiltiga röster      | Ogiltiga röster           | 61             |        |        |        |
| Totalt               | Totalt                    | 70 112 (59,0%) |        |        |        |

| Norrköping           | Norrköping                       | Norrköping     | Norrköping | Norrköping | Norrköping |
| Parti                | Parti                            | Röster         | Röster     | Mandat     | Mandat     |
| Parti                | Parti                            | Antal          | %          | Antal      | +−         |
| -------------------- | -------------------------------- | -------------- | ---------- | ---------- | ---------- |
|                      | Socialdemokraterna               | 14 327         | 43,8       | 26         | +13        |
|                      | Allmänna valmansförbundet        | 11 258         | 35,3       | 22         | -20        |
|                      | Demokratiska medborgareförbundet | 6 844          | 20,9       | 12         | +12        |
| Antal giltiga röster | Antal giltiga röster             | 32 699         | 100        | 60         | +1         |
| Ogiltiga röster      | Ogiltiga röster                  | 8              |            |            |            |
| Totalt               | Totalt                           | 32 707 (56,6%) |            |            |            |

| Helsingborg          | Helsingborg               | Helsingborg    | Helsingborg | Helsingborg | Helsingborg |
| Parti                | Parti                     | Röster         | Röster      | Mandat      | Mandat      |
| Parti                | Parti                     | Antal          | %           | Antal       | +−          |
| -------------------- | ------------------------- | -------------- | ----------- | ----------- | ----------- |
|                      | Socialdemokraterna        | 12 732         | 44,4        | 25          | +8          |
|                      | Allmänna valmansförbundet | 10 957         | 38,2        | 20          | -4          |
|                      | Liberala samlingspartiet  | 4 151          | 14,5        | 6           | +1          |
|                      | Övriga partier            | 837            | 2,9         | 0           | —           |
| Antal giltiga röster | Antal giltiga röster      | 28 677         | 100         | 51          | +5          |
| Ogiltiga röster      | Ogiltiga röster           | 210            |             |             |             |
| Totalt               | Totalt                    | 28 887 (58,1%) |             |             |             |

| Gävle                | Gävle                                    | Gävle          | Gävle  | Gävle  | Gävle  |
| Parti                | Parti                                    | Röster         | Röster | Mandat | Mandat |
| Parti                | Parti                                    | Antal          | %      | Antal  | +−     |
| -------------------- | ---------------------------------------- | -------------- | ------ | ------ | ------ |
|                      | Socialdemokraterna                       | 10 310         | 45,5   | 24     | +10    |
|                      | Allmänna valmansförbundet                | 5 731          | 25,3   | 10     | -12    |
|                      | Liberala samlingspartiet                 | 5 159          | 22,8   | 9      | +-0    |
|                      | Sveriges socialdemokratiska vänsterparti | 1 451          | 6,4    | 2      | +2     |
| Antal giltiga röster | Antal giltiga röster                     | 22 651         | 100    | 45     | +-0    |
| Ogiltiga röster      | Ogiltiga röster                          | 60             |        |        |        |
| Totalt               | Totalt                                   | 22 711 (60,0%) |        |        |        |